# اندرو وایت
اندرو نیول وایِت (به انگلیسی: Andrew Newell Wyeth) (زاده ۱۲ ژوئیه ۱۹۱۷ – درگذشته ۱۶ ژانویه ۲۰۰۹) یکی از برجسته‌ترین نقاشان واقع‌گرای آمریکا در اواسط قرن بیستم بود. موضوع تابلوهای وایت را ساختمان‌ها، تپه‌ها، زمین‌ها و آدم‌های محل زندگی‌اش تشکیل می‌دادند و عموماً برای کشیدن نقاشی‌هایش از تمپرا و آبرنگ استفاده می‌کرد.
مشهورترین اثرش دنیای کریستینا نام دارد.